# The Swindlers
Pour plus de détails, voir Fiche technique et Distribution.
The Swindlers (hangeul : 꾼 ; RR : Kkun ; litt. « un homme ») est une comédie d'action sud-coréenne réalisée et écrite par Jang Chang-won, sortie en 2017.
Il totalise presque 4 millions d'entrées au box-office sud-coréen de 2017.

## Synopsis
Un escroc réputé mort refait soudainement surface. Le procureur Park, qui était autrefois son complice, doit alors l'éliminer pour éviter un scandale de corruption. Lors de la traque, Park rencontre un autre criminel nommé Ji-seong qui en a également après le même homme pour une vengeance personnelle. Ils décident alors de faire équipe dans leur but commun.

## Fiche technique
- Titre original : 꾼
- Titre international : The Swindlers
- Réalisation et scénario : Jang Chang-won
- Photographie : Lee Tae-yoon
- Montage : Ko Ah-mo
- Musique : Bang Jeon-seok
- Production : Seong Chang-yeon
- Société de production : Showbox
- Société de distribution : Showbox
- Pays d’origine :  Corée du Sud
- Langue originale : coréen
- Format : couleur
- Genre : Comédie, action
- Durée : 117 minutes
- Date de sortie :
  - Corée du Sud : 22 novembre 2017

## Distribution
- Hyun Bin : Hwang Ji-seong
- Yoo Ji-tae : le procureur Park Hee-soo
- Bae Seong-woo (en) : Go Seok-dong
- Park Sung-woong : Kwak Seung-geon
- Nana : Choon-ja
- Ahn Se-ha (en) : le chef Kim
- Choi Deok-moon (en) : Lee Kang-seok
- Choi Il-hwa (en) : le législateur Seong
- Heo Sung-tae : Jang Du-chil
- Kim Tae-hoon : le procureur général
- Jung Jin-young (en) : Hwang Yoo-seok (apparition spéciale)
- Oh Tae-kyung : Tae-dong (apparition spéciale)
- Cha Soon-bae : le PDG Kang (apparition spéciale)
- Jin Seon-kyu : le cousin aîné (apparition spéciale)

## Accueil
The Swindlers sort en Corée du Sud le 22 novembre 2017, totalisant 1,4 million de dollars pour 213 185 spectateurs le jour de sa sortie.